# 蓋城堡撞球
蓋城堡撞球（Buile Castle Pool，簡稱Castle Pool），又名特殊版8號球，是近幾年來流行的撞球遊戲，可由兩人至三人共同進行。

## 雙人遊戲規則
1. 雙方先決定大花（9-15）與小花（1-7）
2. 各自將球佈置於洞口，依照建築的概念去建築自己的堡壘
3. 開球者以母球撞擊位於球臺中央的8號球去攻擊對方城堡
4. 最快清除掉對方子球，並且將8號球打進洞則獲勝

### 細項規則
1. 如未將球臺上對方子球清光而將8號球打進，則必須取下一顆己方的子球
2. 如將母球打進洞，則取下一顆己方的子球
3. 開球時需以母球撞擊8號球攻擊對方城堡，不管有無進球，則輪到對方將8號球重新置於球臺中央，交換攻守
4. 開球之後則以有無進求來決定攻防交換